# Planctus (Pietro Abelardo)
I Planctus di Pietro Abelardo sono un gruppo di sei poesie attribuite al noto filosofo di Le Pallet.
L'unico manoscritto in cui si conservano si trova alla Biblioteca apostolica Vaticana.